# 아스카르 아카예프
아스카르 아카예비치 아카예프(키르기스어: Аскар Акаевич Акаев, 문화어: 아스까르 아까예브, 1944년 11월 10일 ~ )는 키르기스스탄의 정치인이다. 1990년, 소련의 구성 공화국인 키르기스 소비에트 사회주의 공화국의 지도자로 선출되었고, 1991년 소련 붕괴로 독립국이 된 키르기즈 공화국의 초대 대통령 자리를 이어받았으나, 2005년 반정부 시위(일명 튤립 혁명)로 하야하였다.
키르기스 동북부의 농촌에서 태어났다. 지역 공장에서 금속 노동자로 일하다 레닌그라드로 옮겨 레닌그라드(현 상트페테르부르크) 기계광학대학을 졸업했다. 1977년 키르기스로 돌아와, 프룬제 공과대학교(현 키르기스 기술대학교) 교수가 되었다. 1984년 키르기스 과학 아카데미 회원이 되었고, 1989년 회장이 되었다. 1989년 소비에트 최고회의 의원에 선출되었고, 1990년 개혁 바람 속에 키르기스 소비에트 사회주의 공화국의 신설되는 대통령으로 선출되어 소련 구성 공화국으로서의 키르기스의 최초이자 마지막 대통령이 되었다. 곧 독립을 선언하였으며, 1991년 10월 27일 민선 대통령 선거에서 높은 득표율로 당선됐고, 그 해 12월 소련 연방이 완전히 해체되면서 키르기스스탄은 정식 독립국이 되었다.
처음에는 민영화 작업을 진행하고 주변 중앙아시아 국가에 비해 상대적으로 온건하고 자유적인 통치를 한다는 평을 받았다. 1995년, 2000년 선거에서도 높은 득표율로 당선되었으나, 차츰 그 역시 독재로 흘러간다는 의혹을 받았다. 2002년부터 반정부 시위가 있었으나, 그는 이를 탄압했다. 2003년, 헌법을 개정하여 그에 대해서는 종신 불소추 특권이 인정되는 등 권한을 확대하고 장기 집권을 시도하였다. 2005년 2월과 3월에 걸쳐 진행된 의회 총선거는 부정 속에 치러졌다는 의혹을 받았다. 그의 젊은 아들과 딸이 당선되었고 여당은 절대 다수 의석을 확보하였다. 이에 따라 2005년 하반기에 임기가 끝나는 그의 임기 연장을 시도할 것으로 보였다. 국민들은 이에 반발하여 수도 비슈케크의 거리에 모여 대규모 시위를 벌였고, 시위대는 대통령궁과 정부 청사를 장악했다. 국민들의 퇴진 요구를 견디지 못한 그는 3월 24일 전격적으로 사임하였다. 중앙아시아 지역의 구 소련 공화국에서 처음으로 시민이 직접 독재 권력을 몰아낸 민주 혁명으로 이는 튤립 혁명 또는 레몬 혁명으로 불리고 있다.
그는 곧바로 카자흐스탄을 거쳐 러시아로 망명하여 모스크바에서 대통령 사임 문서에 정식으로 서명했다. 블라디미르 푸틴 대통령은 키르기스스탄 정국의 안정을 위해 그의 러시아 체재를 허가하였다. 그는 그 후 모스크바 대학교 연구원으로 일하고 있다.

## 역대 선거 결과
| 선거명      | 직책명                | 대수 | 정당   | 득표율 | 득표수      | 결과 | 당락 |
| ----------- | --------------------- | ---- | ------ | ------ | ----------- | ---- | ---- |
| 1991년 선거 | 키르기스스탄의 대통령 | 1대  | 무소속 | 95.36% | 1,968,781표 | 1위  |      |
| 1995년 선거 | 키르기스스탄의 대통령 | 1대  | 무소속 | 73.25% | 1,391,114표 | 1위  |      |
| 2000년 선거 | 키르기스스탄의 대통령 | 1대  | 무소속 | 76.36% | 1,460,201표 | 1위  |      |